# Ho Feng-Shan

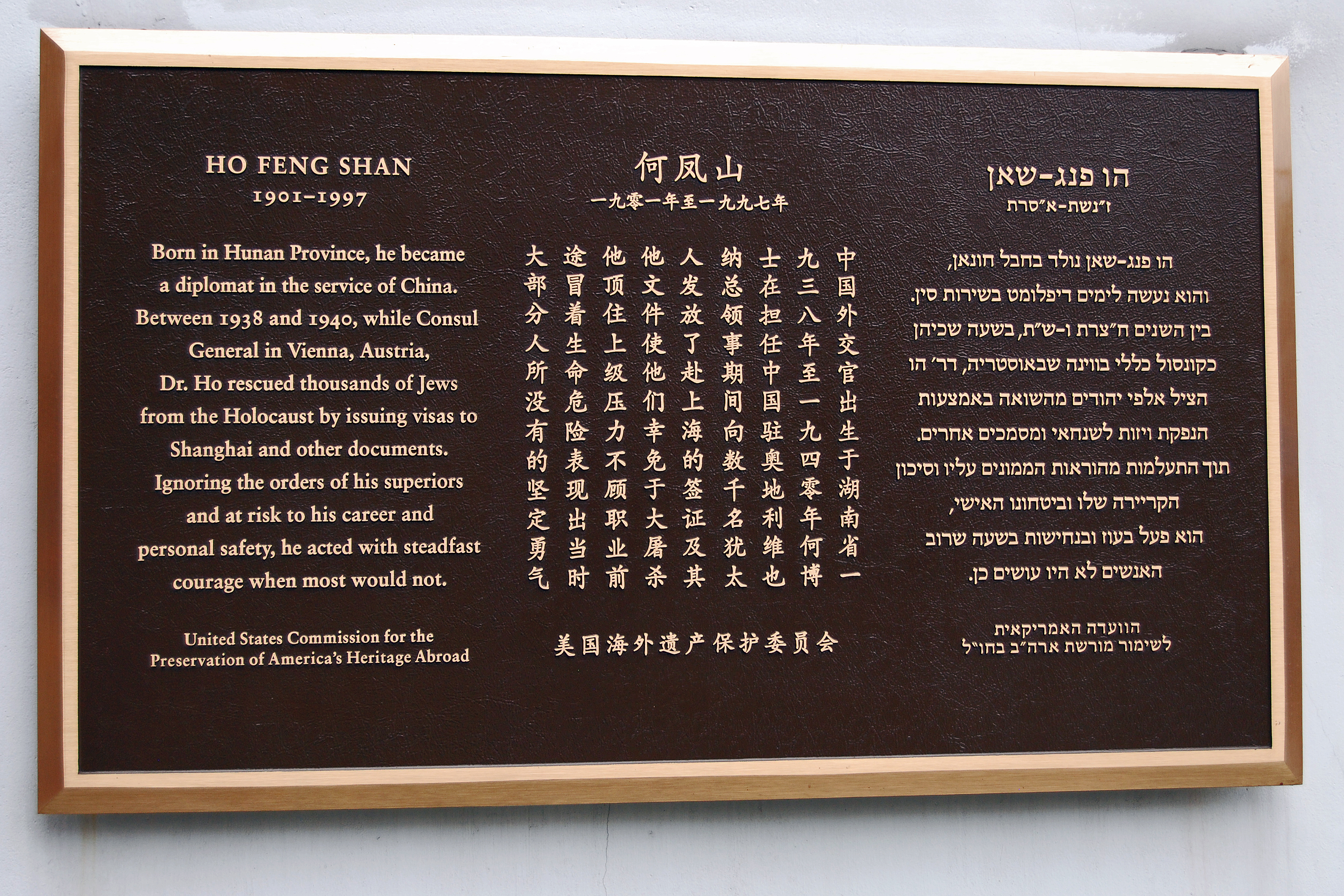
Tablica pamiątkowa ku czci Ho Feng-Shana w szanghajskiej synagodze

Ho Feng-Shan (chiń. upr. 何凤山; chiń. trad. 何鳳山; pinyin Hé Fèngshān; ur. 10 września 1901, zm. 28 września 1997) – chiński dyplomata, konsul generalny w Wiedniu w latach 1938–1940, zaangażowany w pomoc Żydom, uhonorowany medalem Sprawiedliwy wśród Narodów Świata.

## Życiorys
Ho Feng-Shan urodził się 10 września 1901 roku w Yiyang w prowincji Hunan. Osierocony przez ojca w wieku 7 lat, wychowywał się przy norweskiej misji luterańskiej. Uczył się w koledżu Yali w Changsha, a następnie wyjechał do Republiki Weimarskiej, gdzie w 1928 roku ukończył studia na Uniwersytecie Ludwika i Maksymiliana w Monachium. W 1932 roku uzyskał doktorat w dziedzinie ekonomii politycznej.
W 1935 roku został pracownikiem chińskiego przedstawicielstwa w Ankarze, następnie od 1937 roku był pierwszym sekretarzem ambasady chińskiej w Wiedniu. Po Anschlussie Austrii ranga chińskiej misji dyplomatycznej uległa obniżeniu, zaś Ho w maju 1938 roku został mianowany konsulem generalnym. Po wydarzeniach nocy kryształowej zaangażował się w niesienie pomocy Żydom, wbrew kategorycznemu zakazowi chińskiego ambasadora w Berlinie (rząd Czang Kaj-szeka dbał wówczas o dobre relacje z III Rzeszą), załatwiając chętnym wizy umożliwiające podróż do Szanghaju, dzięki którym mogli opuścić terytorium Niemiec. Do czasu odwołania go ze stanowiska w maju 1940 roku wystawił kilka tysięcy takich dokumentów – Eric Saul szacował, że mogło ich być nawet 10 tysięcy. Osoby, które skorzystały z wiz, wyjechały do różnych krajów, głównie Palestyny, Filipin i Stanów Zjednoczonych.
Po zwycięstwie komunistów w wojnie domowej w 1949 roku ewakuował się wraz z rządem Republiki Chińskiej na Tajwan. Pracował w przedstawicielstwach dyplomatycznych w Egipcie, Meksyku, Boliwii i Kolumbii. Po przejściu na emeryturę w 1973 roku osiadł w San Francisco. W 1990 roku ukazały się drukiem jego wspomnienia pt. My Forty Years as a Diplomat.
7 sierpnia 2000 roku instytut Jad Waszem nagrodził go tytułem Sprawiedliwy wśród Narodów Świata.